# Bastilla trophidonta
Bastilla trophidonta là một loài bướm đêm trong họ Erebidae.